# Adelaide Clemens
Adelaide Clemens (Brisbane, 30 november 1989) is een Australische actrice.

## Biografie
Als dochter van een Britse vader woonde ze als kind in Japan, Frankrijk en Hong Kong. Op 12-jarige leeftijd keerde ze met haar familie terug naar Australië.
Clemens begon met acteren in 2006 toen ze een gastrol kreeg in Blue Water High: Surf Academy. Na enkele gastrollen in andere series speelde ze in 2008 mee in de televisiefilm Dream Life. In 2009 had ze een klein rolletje in X-Men Origins: Wolverine. Ze speelde in de film Wasted on the Young (2010) als Xandrie. De film is geschreven en geregisseerd door Ben C. Lucas en vertelt het verhaal van een liefdesdriehoek op de middelbare school die leidt tot een feestje dat eindigt in wapengeweld. Ze speelde een gastrol in het Fox-misdaaddrama Lie To Me en speelde een sociopathische prostituee in de film Generation Um... (2010). In januari 2010 was Clemens in onderhandeling om zich aan te sluiten bij de cast van Fury Road, het vierde deel in de Mad Max-filmreeks van George Miller.
Het jaar daarop speelde ze in de film Certainty (2011), geregisseerd door Peter Askin. Ze speelde ook in Vampire (2011) als Ladybird, een suïcidale alleenstaande moeder. De film was het Engelstalige speelfilmdebuut van de bekende Japanse regisseur Shunji Iwai.
Het jaar daarop speelde Clemens in Camilla Dickinson (2012), een bewerking van de roman uit 1951 van Madeleine L'Engle. In 2012 speelde ze een van de hoofdrollen, de rol van de tiener Heather Mason in de horrorfilm Silent Hill: Revelation 3D. Dat jaar acteerde ze ook in de serie Parade's End. In 2013 had ze een bijrol in The Great Gatsby.
In 2013, 2014 en 2015 vertolkte ze ook een hoofdrol in Rectify, een tv-serie over een ter dood veroordeelde gevangene.
- Biblioteca Nacional de España: XX5580133
- Bibliothèque nationale de France: cb166838280 (data)
- Gemeinsame Normdatei: 1041944640
- International Standard Name Identifier: 0000 0004 0897 0394
- Library of Congress Control Number: no2013077780
- Virtual International Authority File: 301906588
- WorldCat: E39PBJmHK3gmQwTTkQ8fdjKGHC